# Dobrolet Cargo Airlines
Dobrolet Airlines was een Russische luchtvrachtmaatschappij met haar thuisbasis in Moskou. Zij voerde charter-vrachtvluchten uit zowel binnen als buiten Rusland.

## Geschiedenis
Dobrolet Airlines is opgericht in 1992 onder de naam NSA Soyuz.
Vanaf 1993 wordt de huidige naam gevoerd.Van 1997-2000 waren de activiteiten tijdelijk gestaakt.

## Vloot
De vloot van Dobrolet Airlines bestond uit: (nov.2006)
- 3 Ilyushin IL-76TD